# Eduardo Falú
Eduardo Llamil Falú (El Galpón, 7 luglio 1923 – Buenos Aires, 9 agosto 2009) è stato un chitarrista e compositore argentino, fra i massimi divulgatori del folklore criollo e virtuoso della chitarra classica; è stato anche attore e cantante.

## Biografia
Nato in un piccolo villaggio in prossimità di San José de Metán  (Provincia di Salta), era figlio di Fada e Juan Falú, immigrati di origine siriana. Crebbe in contesti rurali e assorbì l'influenza della tradizione folk di Salta (che, nelle sue parole, gli restò come "qualcosa di vivace, dinamico e evolutivo"). In rapporti di conoscenza con diversi studiosi del folklore, fra i quali Juan Alfonso Carrizo, del quale condivise la tesi per cui era della Spagna la principale influenza sulla poesia orale criolla (creola).
Ricevette la sua prima chitarra in dono da bambino e cominciò ad esibirsi con brani della tradizione folk dell'Argentina nord-occidentale come trovatore. Formò un duo con César Perdiguero e poco dopo, negli anni 1940, divenne noto nella regione. Principalmente autodidatta, Falú approfondì a Salta, ove si era spostato nel 1937, la sua conoscenza della chitarra con studi di maestri del XIX secolo e fu istruito in armonia e teoria musicale dal compositore argentino Carlos Guastavino.
La sua crescente popolarità lo portò a Buenos Aires nel 1945 e qui incise il suo primo album nel 1950. Fra le sue collaborazioni con poeti argentini, ci sono musiche per i testi di Jaime Dávalos (fra le quali Zamba de la Candelaria, Trago de sombra, Canción del jangadero, Tonada del viejo amor,  La Caspi Corral, Renacer, Amor, se llama amor, Milonga del alucinado). Fra gli altri autori Manuel J. Castilla, (Minero Potosino, Celos del viento, Puna Sola), Osiris Rodríguez Castillos, León Benarós, Hamlet Lima Quintana e Marta Mendicutti. Dalla tradizione folk riprese brani famosi come Choro del caminante, Camino a Sucre, Trémolo. Trascrisse per chitarra e rese famosa, invece, la zamba tradizionale La cuartelera, originata nel XIX secolo sui campi di battaglia argentini. La Suite Argentina, che eseguì con la Camerata Bariloche diretta da Elias Khayat, attestò la sua conoscenza della musica accademica.

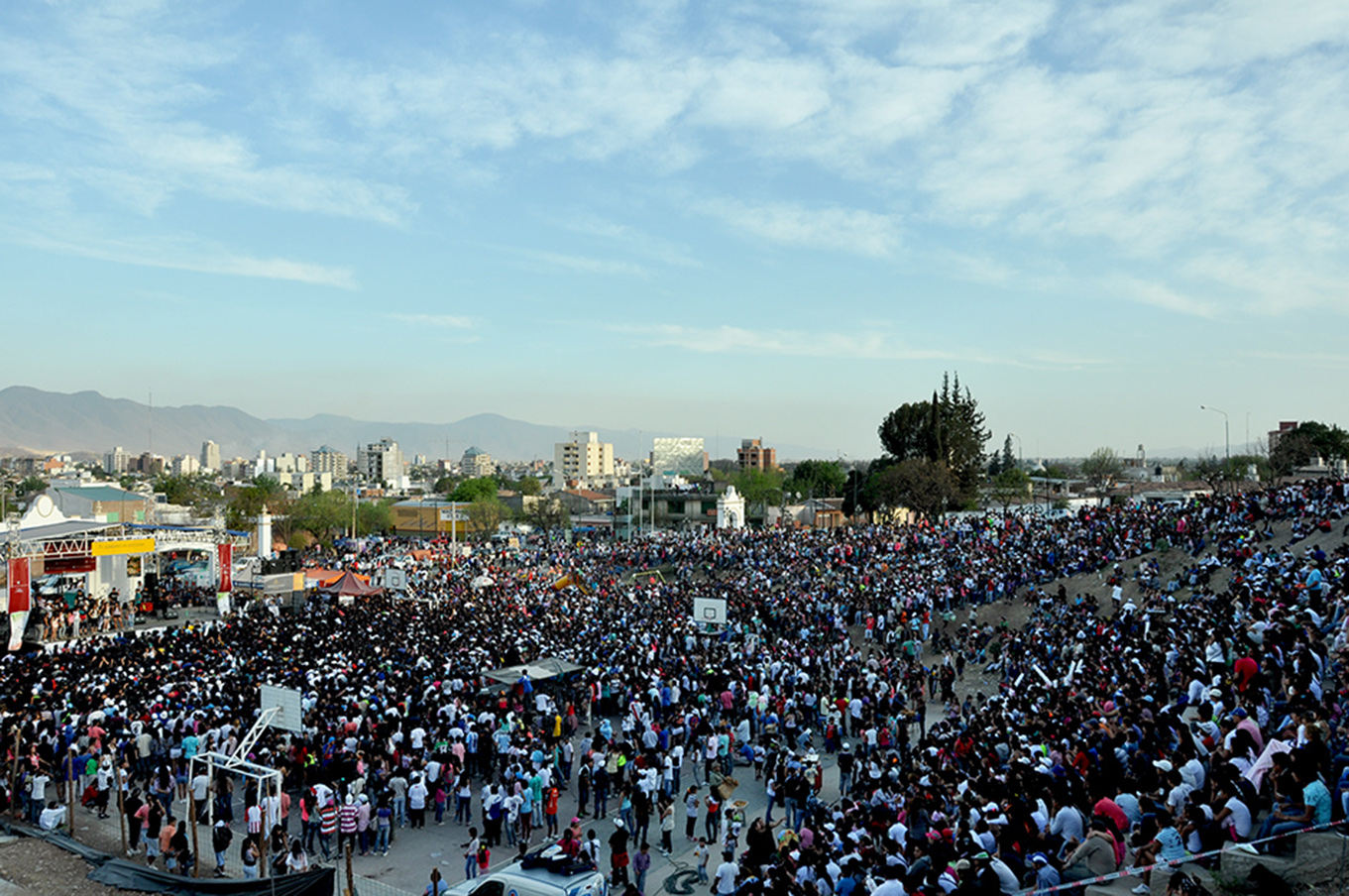
L'anfiteatro intitolato a nome di Falú in piazza di Spagna a Salta

Falú scrisse musica anche per un certo numero di epici storici argentini, producendo opere come lo José Hernández (di Jorge Luis Borges) e il Romance de la Muerte de Juan Lavalle, disco collettivo scritto da Ernesto Sábato. In quest'opera in realtà si incrociarono diverse istanze e se ne ricordano più aspetti. Ad esempio, chiamata a interpretarne la Palomita del valle conosce il successo Mercedes Sosa, cantora popular e di impegno civile, mentre Sábato, appartenente a una classe media urbana argentina e cosmopolita, pur se anti-peronista, opponeva all'invadente nazionalismo un eroe "moderato" (Lavalle), in cui ogni argentino poteva riconoscersi; perché fosse di massima moderazione non partigiana e non faziosa, chiamò a musicarlo Falú, artista immerso in una conscia raffinatezza. La Sosa continuò a collaborare con Falú, la cui arte restò non connotata politicamente, mentre la negra abbracciò posizioni politiche.
Si esibì molto anche oltreoceano, Falú: la prima volta a Parigi nel 1959, poi a Roma, Los Angeles, Madrid e molte altre capitali. In particolare fu popolare in Giappone, dove dal 1963 al 1973 diede circa 200 concerti; inizialmente con Atahualpa Yupanqui, in seguito apparve in duo con suo nipote Juan Falù.
Nel movimento folk argentino moderno Falú si situa in posizione di grande centralità: insieme con Ariel Ramírez è ritenuto l'artista che, forte di una formazione classica, ha portato la complessità, lo spessore all'arte folk. Ha musicato più di 150 poemi fra i cui autori figurano, oltre ai detti Borges e Dávalos, León Benarós, Manuel J. Castilla, e Alberico Mansilla. Compose due suite, Primera Suite Argentina (1996) e Segunda Suite Argentina (1999).
L'ultimo album pubblicato da Falú, nel 2009, è stato un tributo al chitarrista spagnolo Andrés Segovia.
Morì nella sua casa di Buenos Aires all'età di 86 anni. È sepolto nel cimitero Chacarita della stessa Capitale.

## Riconoscimenti
Nel 1985 ricevette il Premio Konex di Platino come Strumentista di Folklore. Nel 2015, dopo la sua morte, ricevette a postumo riconoscimento un nuovo Premio Konex, questa volta un Diploma al Merito come strumentista.
Il governo del Perù gli riconobbe un'onorificenza al merito di servizio. Fu nominato Ciudadano ilustre (cittadino illustre) della Provincia di Salta, della Provincia di Santa Fe e delle città di Cordoba e Rosario.
È stato vicepresidente della SADAIC, Società degli autori e dei compositori argentini cui si era iscritto nel 1950 e presso la quale aveva registrato 206 opere. Da questa ricevette un Grand Prize.

## Opere
- Primera Suite Argentina: Carnavalito - Misa Chico - Bailecito - Zamba - Estilo - Malambo.
- Segunda Suite Argentina: Chamamé - Chacarera - Zamba - Vidala Chayera.
- Romance de la Muerte de Juan Lavalle, libretto di Ernesto Sabato.

## Filmografia parziale
Attore
- Cosquín, amor y folklore (1965) regia di Delfor María Beccaglia
- El cantor enamorado (1969) regia di Juan Antonio Serna
- Argentinísima (1972) regia di Fernando Ayala e Enrique Olivera
- Argentinísima II (1973)
- El canto cuenta su historia (1976)
- Mire que es lindo mi país (1981)

Colonna sonora
- Cerro Guanaco (1959)
- ¿Ni vencedores ni vencidos? (1970)
- Bajo el signo de la patria (1971)
- Los golpes bajos (1974)
- El hombre olvidado Inedita (1981)

Temi musicali
- Cerro Guanaco (1959)
- Perón, sinfonía del sentimiento (1999)

Interprete della musica
- Perón, sinfonía del sentimiento (1999)